# 浜田一志
浜田 一志（はまだ かずし、1964年9月11日 - ）は、高知県高知市出身の元アマチュア野球選手（外野手）、野球指導者。学習塾「Ai西武学院」塾長。

## 来歴・人物
小学4年生の頃から野球を始める。土佐高校での夏の大会後、その時点では偏差値38ながら独自の勉強法で東京大学理科二類に現役合格。硬式野球部に所属し、東京六大学野球リーグでは1985年の春季にシーズン本塁打、1試合最多本塁打記録をマークし、翌年には主将を務めた。
その後は、東京大学大学院工学系研究科に進学し、大学院修了後は新日本製鉄で勤務した。1994年より文武両道を目指す学習塾「Ai西武学院」を経営する。
2008年に東大野球部のスカウティング事務局を立ち上げ、2013年から2019年までには母校の東京大学の監督を務め、宮台康平らを育てた。在任期間中には六大学リーグでの連敗を94で止め、15年ぶりの勝ち点をもたらした。また、2016年のハーレムベースボールウィークの日本代表のコーチも務めた。
その後、SUNホールディングスのスポーツ事業の教育アンバサダーを務める。

## 著書
- 部活しながら東大に受かる勉強法（2009年9月18日、中経出版、ISBN 978-4806134862）
- 中学受験 算数の文章題 解法パターンまる覚え100（2012年10月17日、中経出版、ISBN 978-4806145158）
- 偏差値30から東大に合格する勉強法（2014年1月30日、中経出版、ISBN 978-4046001481）